# Sköldingedräkten
Sköldingedräkten skapades 1983-1986 av medlemmar i hembygdsföreningen. Dräkten är komponerad utifrån av historiska kläder och föremål med inspiration från hembygdens natur och miljö. 

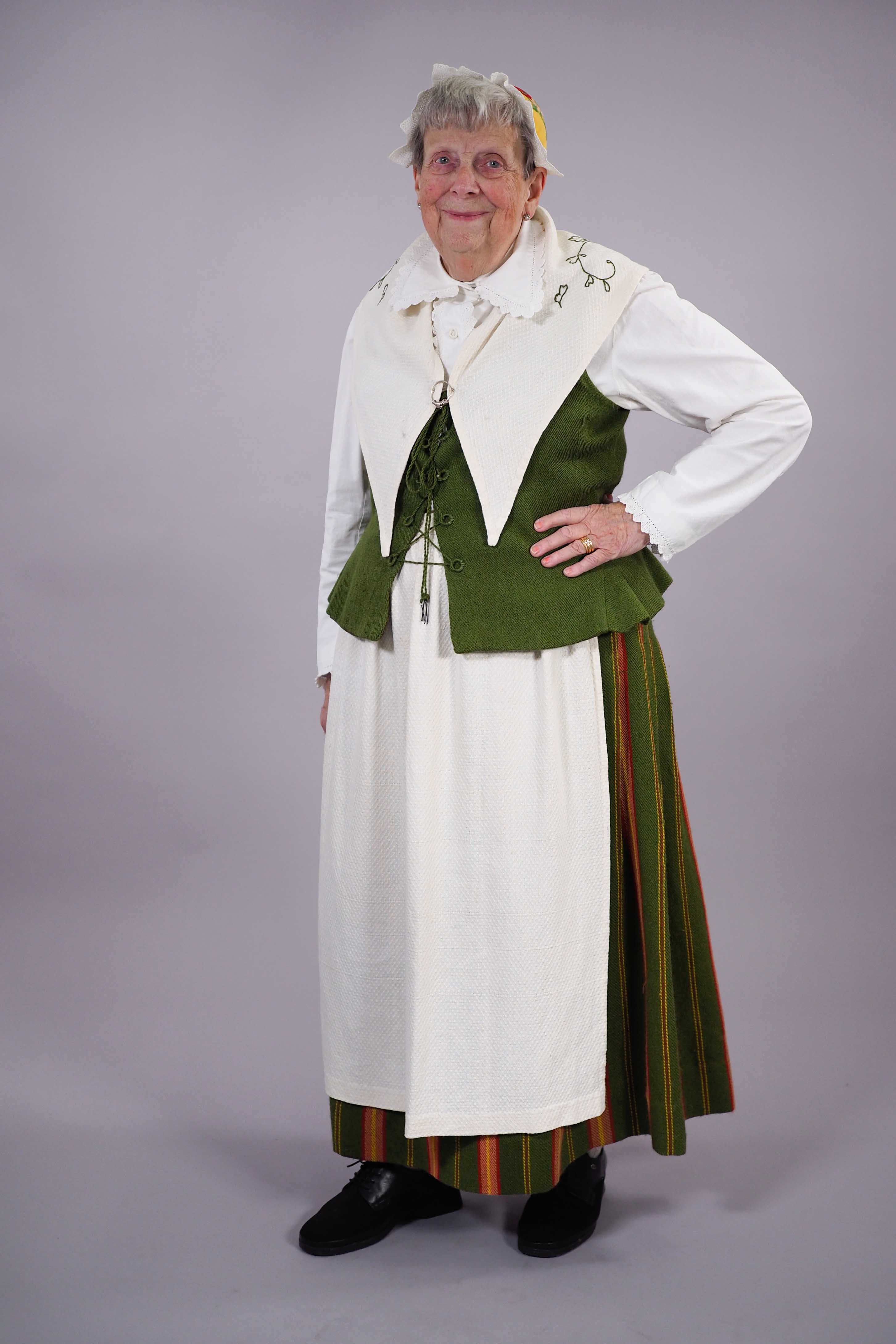
Bygdedräkt från Sköldinge med alla sina delar

## Dräktbeskrivning[2]
Kjol: Tyget är vävt i oliksidig diagonalkypert med inslagseffekt. Ull i både varp och inslag. Grön bottenfärg, rosa, gula och röda ränder. Veckad mot linning av tyget, knäppning mitt bak. Kjollängd 15 cm från golvet.
Livstycke: Grönt ylle, liksidig diagonalkypert. Snörning fram genom sydda hål eller påsydda ringar. Snodd av vävgarnet, snörnålar av silver.
Överdel: Vit bomull. Virkad spets. Knäpps med trådknappar. Förlaga från Iingelstorp, troligen en bäddjacka.
Förkläde: Oblekt halvlinne, droppdräll. Rynkas mot linning, knäppning i sidan. 5cm kortare än kjolen.
Halskläde: Droppdräll i lin och bomull, broderade slingor i grönt. Mönster från Sköldinge kyrkas takmålningar.
Huvudbonad: Bindmössa från Oppunda härad, Sköldinge sockenfinns i Nordiska museets samlingar. Gult siden med rosa, grönt och rött broderi. Samma virkade spets som på överdelen men bredare istället för stycke.
Smycke: Silver. Förminskad kopia av guldring funnen år 1700 på stranden av ön Skarpan i sjön Valdemaren.
Strumpor vita, skor svarta.

## Bilder

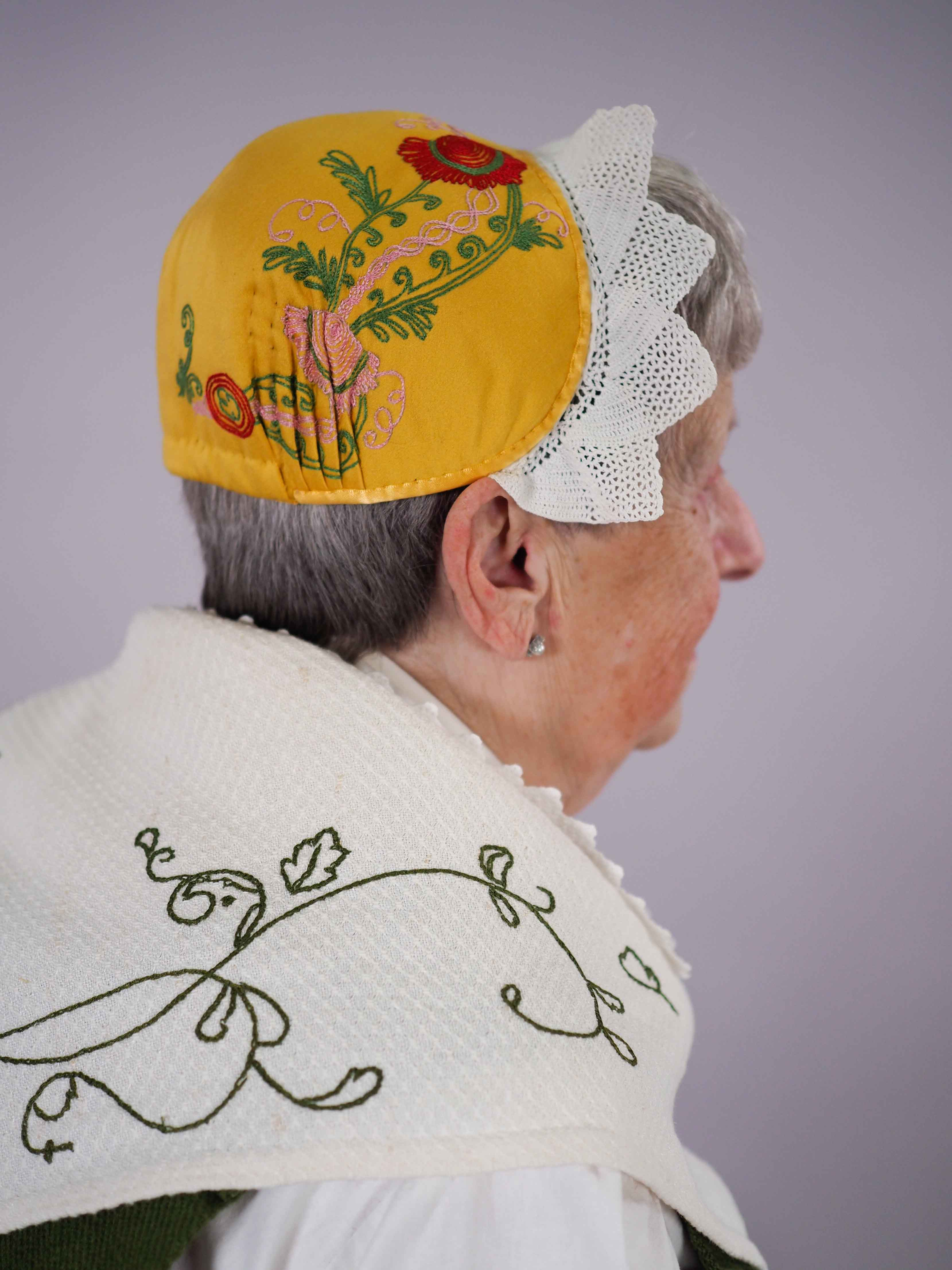
Bindmössa och halskläde till bygdedräkt från Sköldinge
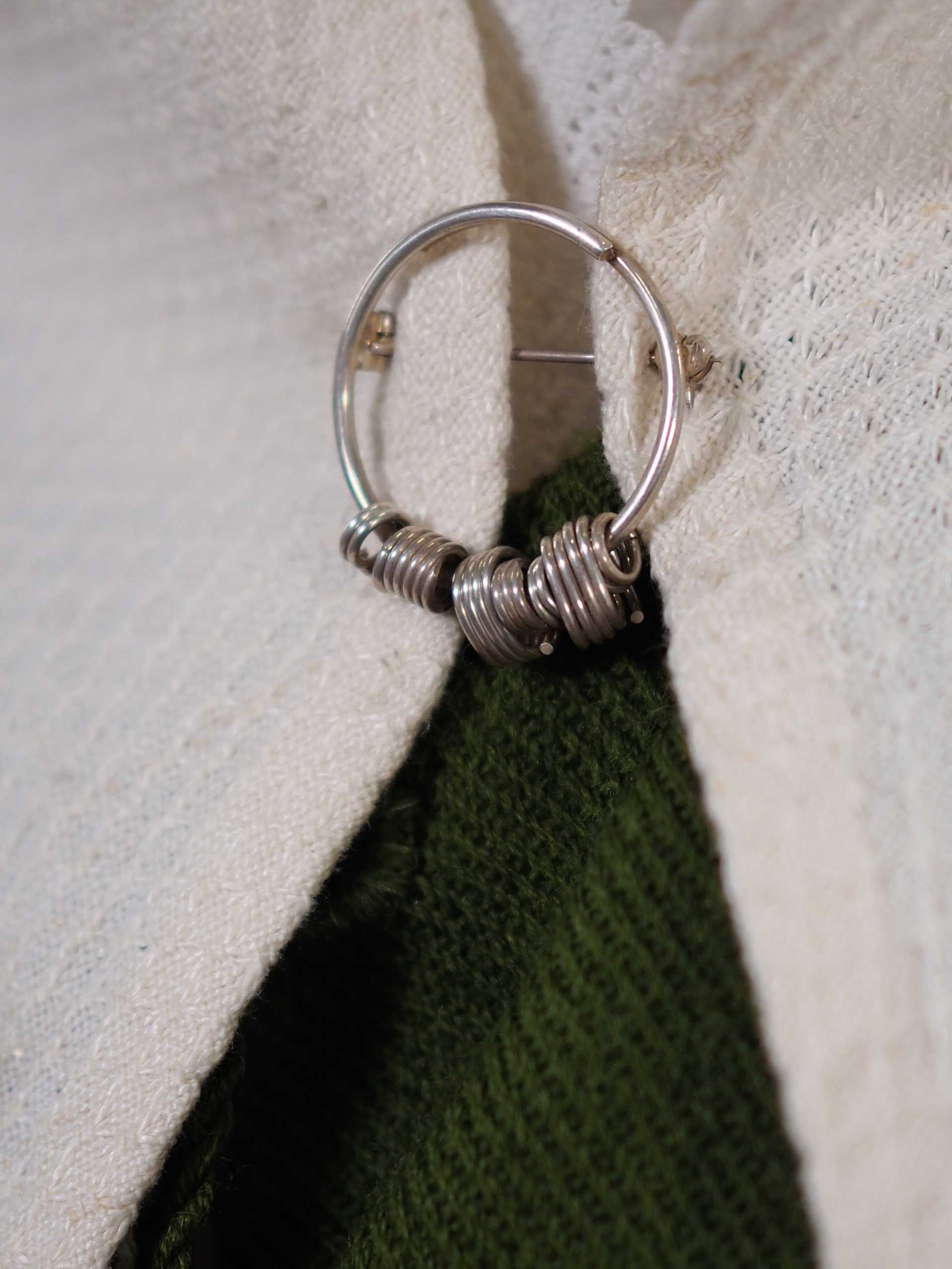
Detaljbild av smycket inspirerat av guldringarna funna i Valdemaren]

## Historia
Dräkten är nykomponerad i studiecrikelform under åren 1983 - 86. Vid hembygdsföreningens första hembygdsdag i augusti 1986 visades för första gången den nykomponerade Sköldingedräkten.
Såhär beskrivs dräkten av Göran Lind, då ordförande, i hembygdsföreningens årsskrift för 1987: “Den gröna färgen dominerar. En påminnelse om den natur som sätter sin prägel på vår hembygd. Kjolens randning med färger hämtade från Sköldingeäpplet. Sjalens broderier inspirerade av takmålningarna i Sköldinge kyrka. Smycket med anknytning till det gamla guldfyndet i sjön Valdemaren. Från Ingelstorp utanför Valla kom modellen till skjortan och som kronan på verket, hättan som har gamla anor från bygden.”